# Meglenorumänen
| Meglenorumänen (Megleno-Români) | Meglenorumänen (Megleno-Români)                |
| ------------------------------- | ---------------------------------------------- |
|                                 |                                                |
|                                 |                                                |
| Gesamtbevölkerung               | höchstens 20.000                               |
| Siedlungsgebiete                | Griechenland, Nordmazedonien, Rumänien, Türkei |
| Sprache                         | Meglenorumänisch                               |
| Religion                        | christlich (vorwiegend orthodox)               |

Die Meglenorumänen, auch Meglenische Walachen, sind eine romanische, Meglenorumänisch sprechende Bevölkerungsgruppe im Norden Griechenlands und im Süden Nordmazedoniens.

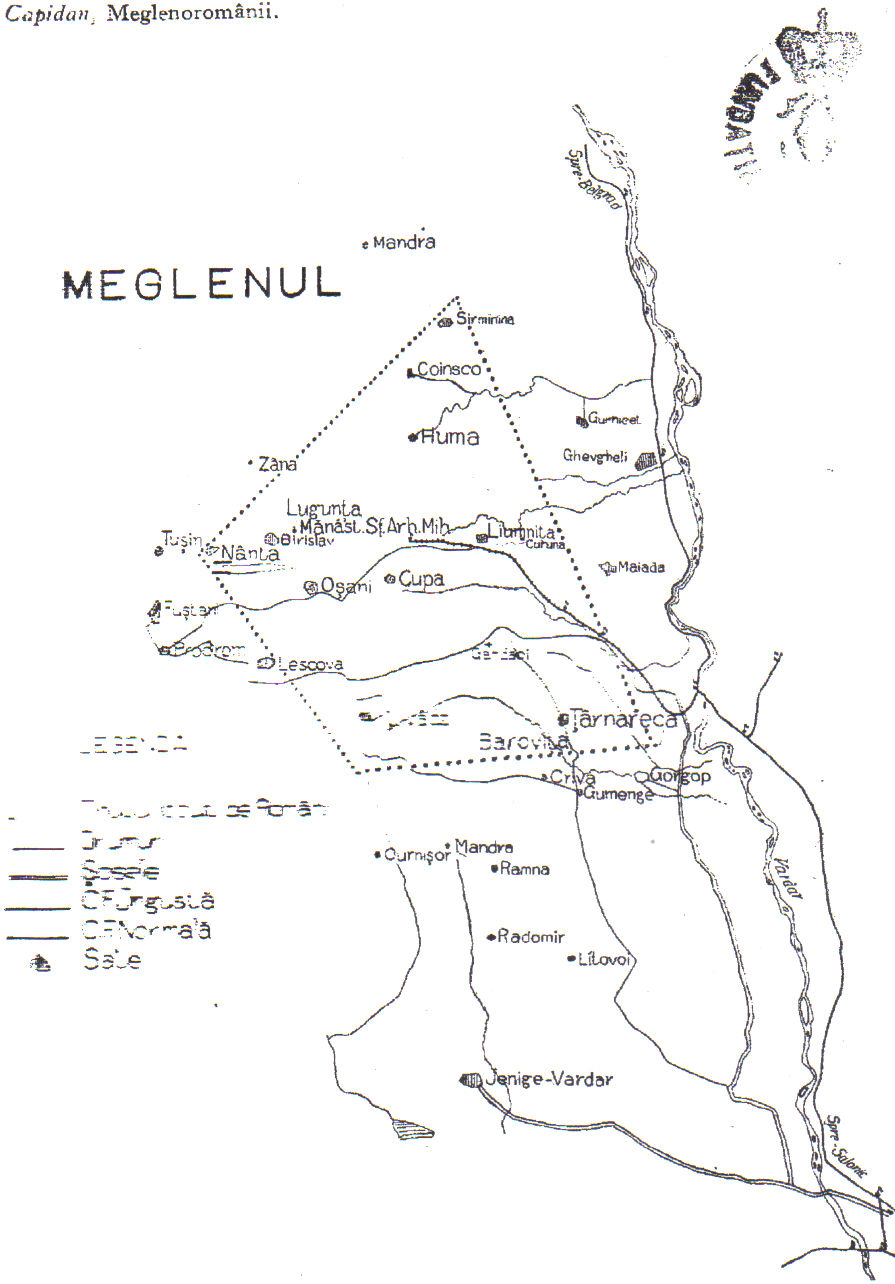
Der meglenorumänische Siedlungsraum in Nordmazedonien und Griechenland

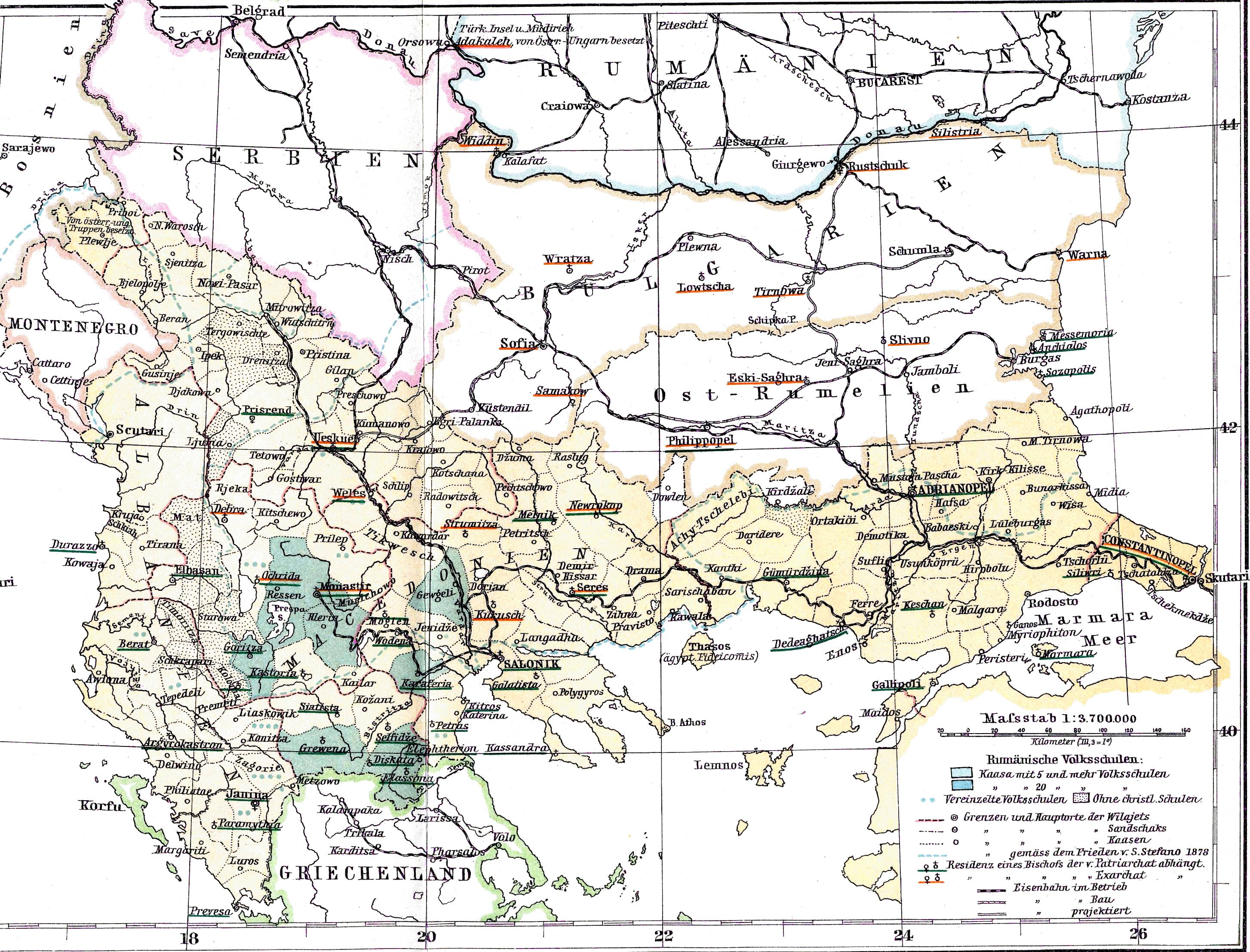
Rumänische Schulen für Aromunen und Meglenorumänen im Osmanischen Reich (1886)

Der Name stammt von der Bezeichnung Meglen für die zentralmakedonische Landschaft um Aridea, die türkisch Karacaova und griechisch Almopia genannt wird. Sich selbst bezeichnen sie sich als Vlachen oder bezeichnen sich nach ihren Wohnorten.
Der Sprachraum der Meglenorumänen ist teilweise von dem der romanischen Aromunen umgeben, dennoch sind die beiden Völker wegen der verschiedenen Geschichte und der gesprochenen Idiome zu unterscheiden.
Die Vorfahren der Meglenorumänen wanderten vermutlich im 14. Jahrhundert im heutigen Raum ein, und es wird vermutet, dass sie aus der südlichen Walachei stammen. Deswegen haben sie größere Gemeinsamkeiten mit den Dakorumänen. Auffällig bei den Meglenorumänen ist, dass sie sich (anders als die Dakorumänen, Aromunen und Istrorumänen) sogar in ihrer Muttersprache als „Walachen“ bezeichnen (meglenorumänisch: „vlaşi“).
Während in der Sprache der Aromunen griechische Einflüsse vorkommen, haben die Megleno-Walachen eine slawische Prägung.
Manche Wissenschaftler betrachten die Meglenorumänen als Teil des rumänischen Volkes und Meglenorumänisch als einen rumänischen Dialekt. Die Meglenorumänen gehören meistens der christlich-orthodoxen Kirche an. Eine kleine muslimische Gruppe, die während der osmanischen Herrschaft konvertierte, stellten die Bewohner der Kleinstadt Nânti (heute das Dorf Nótia) dar, die sich selbst Nântinets nennen. Sie wurden, 4000–5000 an der Zahl, in den Jahren nach 1922 beim Bevölkerungsaustausch zwischen Griechenland und der Türkei in die Türkei (vorwiegend Ostthrakien) umgesiedelt. Von ihrer türkischen Umgebung werden sie von anderen Umsiedlern nicht unterschieden und zusammen mit diesen nach ihrer Herkunftsregion Karacaovalı(lar) genannt. Sie sind, je nach Siedlungsort, fast vollständig assimiliert; 2002 wurde mit dem Verschwinden der sprachlich-kulturellen Eigenarten der Meglenovlachen in der Türkei gerechnet
1926 wanderten 450 Familien aus den Orten Osani, Liumnita, Cupa, Lundzini, Birislav und Livezi in die rumänische Dobrudscha aus (heute leben sie vorwiegend in der Gemeinde Cerna im Kreis Tulcea).

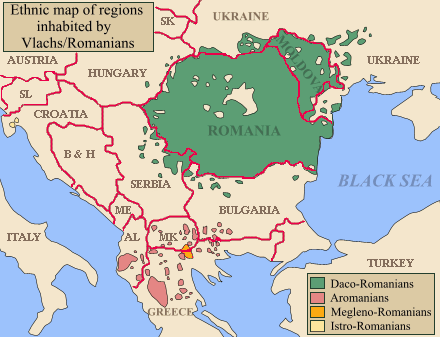
Das Verbreitungsgebiet der 4 Balkan-Romanischen (Walachischen) Sprachen. In den Gebieten außerhalb Rumäniens und Moldawiens ist oft die romanischsprachige Bevölkerung weniger zahlreich als die nichtromanische Mehrheitsbevölkerung